# Tetralonia macroceps
Tetralonia macroceps là một loài Hymenoptera trong họ Apidae. Loài này được Engel & Baker mô tả khoa học năm 2006.